# Матт, Альфред
Альфред Матт (нем. Alfred Matt; род. 11 мая 1948, Цамс) — австрийский горнолыжник, специалист по слалому и гигантскому слалому. Выступал за сборную Австрии по горнолыжному спорту в конце 1960-х — начале 1970-х годов, бронзовый призёр зимних Олимпийских игр в Гренобле, обладатель бронзовой медали мирового первенства, победитель двух этапов Кубка мира, трёхкратный чемпион австрийского национального первенства.

## Биография
Альфред Матт родился 11 мая 1948 года в коммуне Цамс федеральной земли Тироль, Австрия. Рос в спортивной семье, его дядя Рудольф Матт становился чемпионом мира по горнолыжному спорту. Серьёзно тренироваться начал в возрасте двенадцати лет, а с 1965 года уже регулярно выступал на различных юниорских соревнованиях.
Первого серьёзного успеха на взрослом международном уровне добился в январе 1968 года, когда вошёл в основной состав австрийской национальной сборной и выступил на этапах Кубка мира в Венгене и Кицбюэле, откуда привёз награды бронзового и серебряного достоинства соответственно, выигранные в программе слалома. Благодаря череде удачных выступлений удостоился права защищать честь страны на зимних Олимпийских играх в Гренобле — по сумме двух попыток показал в слаломе четвёртое время, но в связи с дисквалификацией своего соотечественника Карла Шранца переместился на третью строку итогового протокола и завоевал тем самым бронзовую олимпийскую медаль, пропустив вперёд только Жан-Клода Килли и Херберта Хубера. Рекорд Матта как самого юного призёра Олимпийских игр в мужском горнолыжном спорте (19 лет и 281 день) превзошёл только в 2014 году Хенрик Кристофферсен (19 лет и 235 дней).
После гренобльской Олимпиады Матт остался в составе главной горнолыжной команды Австрии и продолжил принимать участие в крупнейших международных соревнованиях. Так, в сезоне 1968/69 он одержал победу на двух этапах Кубка мира и в итоге получил в слаломе малый Хрустальный глобус, тогда как в общем зачёте всех дисциплин стал четвёртым. Кроме того, завоевал титул чемпиона Австрии в гигантском слаломе и комбинации. Однако затем в результате нескольких падений и полученных травм вынужден был на некоторое прервать спортивную карьеру.
Восстановившись от травмы, в 1972 году Альфред Матт благополучно прошёл квалификацию на Олимпийские игры в Саппоро, но на сей раз попасть в число призёров не смог, занял в слаломе лишь четырнадцатое место.
В 1973 году стал чемпионом Австрии в слаломе, тем не менее, в этом сезоне сломал ногу и теперь уже насовсем покинул австрийскую национальную сборную. В 1974—1975 годах ещё выступал некоторое время в Северной Америке как профессионал, однако существенных успехов здесь не добился и вскоре принял окончательное решение о завершении спортивной карьеры.
Впоследствии занимался тренерской деятельностью. Содержал небольшой бар в Санкт-Антон-ам-Арльберге.
В 1996 году был награждён золотым знаком почётного знака «За заслуги перед Австрийской Республикой».